# Christian Gudegast
Christian Gudegast (Los Angeles, 9 febbraio 1970) è uno sceneggiatore e regista statunitense di film d'azione.

## Biografia
Figlio di Dale Russell e dell'attore tedesco Hans-Jörg Gudegast, nasce, cresce e vive tuttora a Los Angeles. Si laurea con lode alla UCLA School of Theater, Film and Television nel 1992, dove il suo film della tesi, Shadow Box, vince il premio del miglior film di uno studente. Inizia la carriera come regista di videoclip di musica rap. Nel 1993 vende la sua prima sceneggiatura Black Ocean, scritta insieme a Paul Scheuring, ad Oliver Stone, ma che non verrà poi trasportata sul grande schermo. Nel corso degli anni successivi, viene chiamato a riscrivere molte sceneggiature dalle maggiori case di produzione, senza essere mai accreditato.

## Vita privata
Gudegast è sposato ed ha tre figli; è nipote degli attori Bob Crane e Sigrid Valdis e cugino dell'attore Scott Crane.

## Filmografia

### Sceneggiatore
- Soldier of Fortune, regia di Peter Bloomfield – film TV (1997)
- Ragazze al limite (Beyond the City Limits), regia di Gigi Gaston (2001)
- Il risolutore (A Man Apart), regia di F. Gary Gray (2003)
- Attacco al potere 2 (London Has Fallen), regia di Babak Najafi (2016)
- Nella tana dei lupi (Den of Thieves), regia di Christian Gudegast (2018)
- Nella tana dei lupi 2 - Pantera (Den of Thieves 2: Pantera), regia di Christian Gudegast (2025)

### Regista
- Nella tana dei lupi (Den of Thieves) (2018)
- Nella tana dei lupi 2 - Pantera (Den of Thieves 2: Pantera) (2025)

### Produttore esecutivo
- Nella tana dei lupi (Den of Thieves), regia di Christian Gudegast (2018)
- The Plane (Plane), regia di Jean-François Richet (2023)
- Nella tana dei lupi 2 - Pantera (Den of Thieves 2: Pantera), regia di Christian Gudegast (2025)